# Palmeras en la nieve (novela)
Palmeras en la nieve es la primera novela de la escritora Luz Gabás. Publicada en febrero de 2012, se trata de una novela histórica.

## Personajes
- Kilian de Rabaltué: es el protagonista y una parte del libro se narra desde su perspectiva. A través de él conocemos Fernando Poo desde el año 1953, entonces era una colonia española en África conocida como Guinea española, hasta su independencia de España, el 12 de octubre de 1968.
- Clarence de Rabaltué: es la sobrina de Kilian en la actualidad. Desde su perspectiva conocemos el presente, en España y en Guinea Ecuatorial.